# Chronica Boemorum
Chronica Boemorum (slovensko Kronika Čehov, češko Kosmova kronika) je prva latinska kronika, v kateri je dosledno in razmeroma popolno opisana zgodovina Češke. Kroniko je napisal  Kozma Praški v  letih 1119–1125.
Rokopis vsebuje podatke o zgodovinskih dogodkih na Češkem od antičnih časov do prve četrtine 12. stoletja. Kronika ni omejena samo na češko nacionalno zgodovinopisje, temveč razkriva tudi odnose med različnimi evropskimi državami v 10.–12. stoletju.
Avtor kronike Kozma Praški je bil dekan kapitlja stolnice sv. Vida v Pragi. Češka kronika je dragocen zgodovinski vir, zlasti zato, ker opisuje dogodke, katerih sodobnik je bil njen avtor. Kronika je v mnogih pogledih določila smer nadaljnjega razvoja čeških letopisov. Kozma jo je pisal do svoje smrti leta 1025. Kronika je kljub nekaterim netočnostim in živahnemu izražanju avtorjevih lastnih stališč napisana na visoki znanstveni ravni za tisto dobo, kar Kozmo Praškega  uvršča med najpomembnejše kroniste srednjeveške Evrope.
Kozmovo Kroniko so do leta 1300 nadaljevali različni avtorji, znani kot Kozmovi nadaljevalci.

## Vsebina
Kozmovo obsežno delo je razdeljeno v tri knjige.
Prva knjiga, dokončana leta 1119, se začne s stvarjenjem sveta in konča leta 1038. Opisuje legendarno ustanovitev češke države okoli leta 600 (vojvoda Čeh, vojvoda Krok in njegove tri hčere), vojvodinjo Libuše in ustanovitev dinastije Přemyslidov s poroko s Přemyslom, stare krvave vojne, vojvodo Bořivoja in uvedbo krščanstva na Češkem, svetega Venčeslava in njegovo staro mater sveto Ljudmilo, vladavino treh Boleslavov, življenje svetega Adalberta in krvave vojne po letu 1000.
Druga knjiga opisuje češko zgodovino v letih 1038–1092. Knjiga se začne z junaškimi dejanji vojvode Břetislava, znanega kot "češki Ahil", na primer z njegovo zmago nad Poljani. Kronika opisuje tudi dolgo in uspešno vladavino kralja Vratislava, ki je bil znan kot silovit in pogimen vladar dober mož. V njej je tudi odsev njegovih vojn v Italiji. Knjiga se konča z Vratislavovo smrtjo.
Tretja knjiga zajema obdobje od leta 1092 do 1125. Začne se z opisom obdobja nestabilnosti in krvavih državljanskih vojn po Vratislavovi smrti med letoma 1092 in 1109. Kronika se konča z vladavino Vladislava med letoma 1109 in 1125. Leta 1125 je Kozma umrl.

## Vir
- Cosmas of Prague (2009). Wolverton, Lisa (ur.). The chronicle of the Czechs. Washington, D.C.: Catholic University of America Press. ISBN 9780813215709. Arhivirano iz izvirnika 14. oktobra 2013.